# 日本海電視台
日本海電視放送株式會社（日语：／ Nihonkai Terebijon Hōsō */?），通稱日本海電視台，簡稱NKT，是日本的一家以鳥取縣、島根縣為播出地區的電視台，總部位於鳥取市。日本海電視台開播于1959年3月3日，是日本電視台聯播網NNN及NNS的成員，呼號為JOJX-DTV，遙控器號碼是1頻道。

## 資本構成
下表列出2021年3月31日時日本海電視台的主要股東:407-408：
| 資本金  | 發行股份總數 | 股東數 |
| ------- | ------------ | ------ |
| 2億日元 | 400,000股    | 382    |

| 股東             | 持股數   | 比例  |
| ---------------- | -------- | ----- |
| 讀賣新聞集團本社 | 32,815股 | 8.20% |
| 日本電視台       | 32,000股 | 8.00% |
| 日之丸總本社     | 31,871股 | 7.96% |
| 讀賣電視台       | 31,700股 | 7.92% |
| 山陰合同銀行     | 19,106股 | 4.77% |
| 一畑電氣鐵道     | 13,000股 | 3.25% |
| 日之丸汽車       | 11,666股 | 2.91% |
| 鳥取銀行         | 11,116股 | 2.77% |
| 鳥取県           | 11,110股 | 2.77% |
| 鳥取市           | 11,110股 | 2.77% |

## 歷史

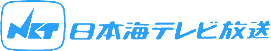
日本海電視台第二代商標

1957年，產經新聞有意在鳥取縣申請設立民營電視台，並獲得鳥取縣本地財界的支持:22-23。同年2月9日，鳥取電視台舉辦第一次設立發起人會:25。同年11月18日的第五次發起人會議上，鳥取電視台改名為日本海電視台:26。翌年3月3日，日本海電視台舉辦創立總會，正式成立公司:27。開播時日本海電視台的總部在鳥取商工會館的4和5層辦公:30。在籌備期間的1958年，日本海電視台就修建了員工住宅:31。
1959年3月3日16時30分，日本海電視台正式開播，成為中國地方在山陽放送之後第二家開播的民營電視台，也是山陰地方第一家民營電視台:30。開播之初日本海電視台主要播出東京電台電視台的節目，但隨著該年年底山陰放送開播，日本海電視台改播出日本電視台及富士電視台的節目，之後日本電視台的比例逐漸升高:30。1961年，日本海電視台工會成立:31。日本海電視台在1963年設立了米子轉播站，令鳥取縣西部亦能收看日本海電視台的節目:32。
1966年3月20日，日本海電視台開始播出彩色電視節目，成為山陰地方第一個播出彩色電視的電視台:35。4年後的1970年，日本海電視台的自製地方新聞亦實現彩色播出:39。在1972年，日本海電視台通過公開徵集的放送啟用了由設計師井口靖久設計的第二代商標:41。同年日本海電視台在島根縣設立支局，象徵島根縣正式成為日本海電視台的播出範圍:41。據1973年4月由Video Research進行的收視率調查，日本海電視台在鳥取市和松江市均取得收視率第一:42。1978年，日本海電視台松江大樓完成。該建築高8層，部分空間出租給其他公司使用:42。1987年，日本海電視台進一步將松江支社升格為松江本社，確立了雙本社體制:56。

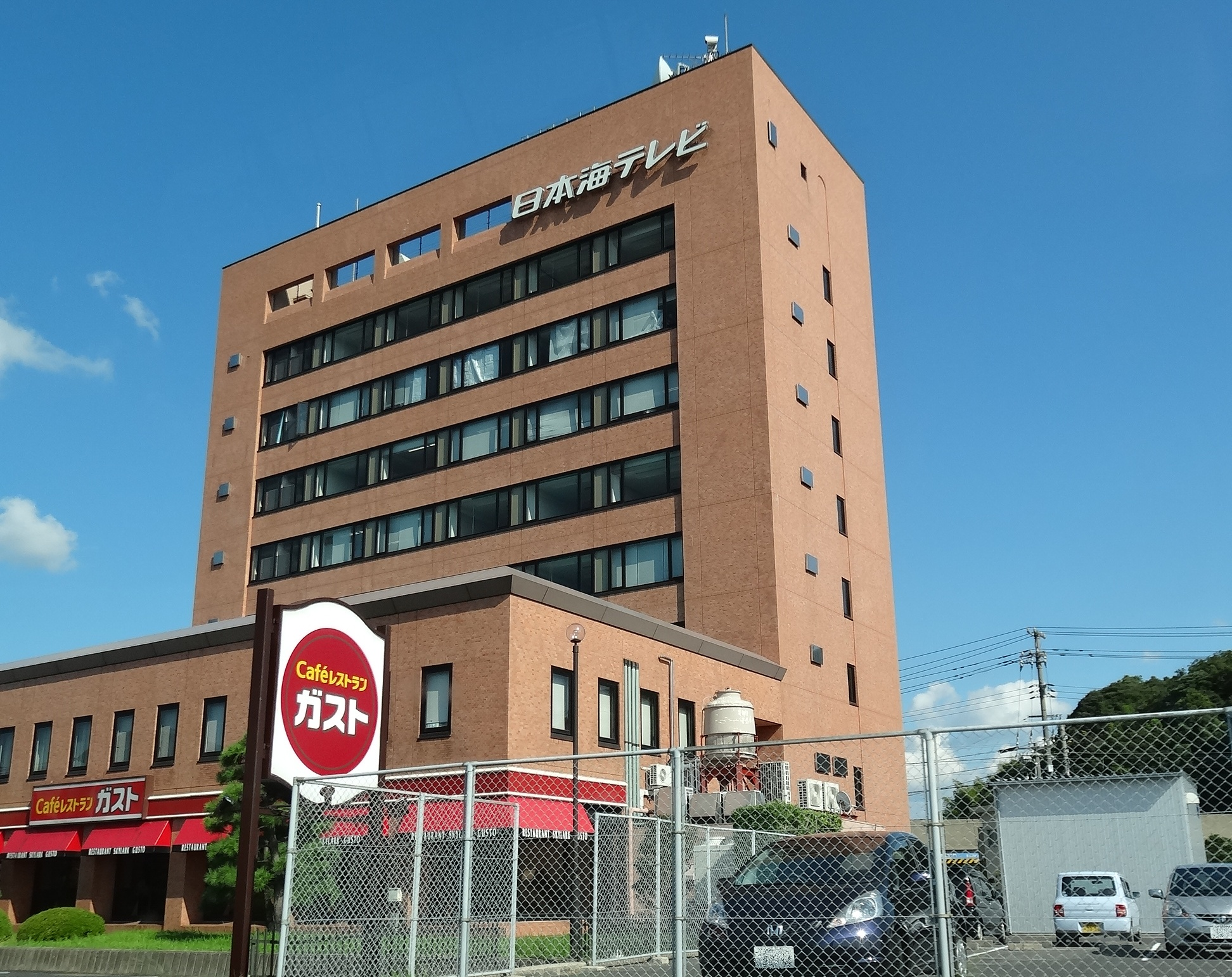
日本海電視台松江大樓

日本海電視台在1991年開始實施週休二日制:63。同年5月，日本海電視台修建新總部大樓:62。新總部在翌年9月竣工。同年12月，日本海電視台遷入新總部播出節目:64。1996年，日本海電視台第一次獲得收視率三冠王:73。2000年8月，日本海電視台開設了官方網站:81。
為了滿足數位電視所需的硬體需求，日本海電視台在2003年修建了新鐵塔，用於發射數位電視訊號:86。2006年10月1日，日本海電視台開始播出數位電視訊號，最初覆蓋了鳥取、島根兩縣53%的地區:92-93。2007年，這一數字增加到78%:94。2011年7月24日，日本海電視台停止播出類比電視訊號。2018年9月1日，日本海電視台啟用了新商標。

## 節目
受到山陰放送在1975年開始播出大型地方新聞節目的刺激，日本海電視台也在1980年開始於週一至週五傍晚播出帶狀地方新聞節目《日本海廣角新聞》:50。1988年，日本海電視台的傍晚新聞節目更名為《新聞日本海Plus1》。據1990年4月Video Research的調查，《新聞日本海Plus1》在山陰的地方新聞節目中取得收視率第一:61。2006年，《新聞RealTime日本海》開始播出，成為日本海電視台的第三代傍晚地方新聞節目:93。現在日本海電視台的傍晚自製新聞節目是《新聞every日本海》，自2010年開始播出。此外日本海電視台還在每週五午後和每週六上午播出自製資訊綜藝節目《Spice!!》。

## 註释
1. ↑  「三冠」指全日（6:00-24:00）、黃金時間（19:00-22:00）、晚間時段（19:00-23:00）三個時段皆獲得收視率第一。

## 外部連結
- 官方網站 （页面存档备份，存于）
- YouTube上的1ちゃん!日本海電視台頻道
- NKT 日本海電視台的Facebook專頁
- 日本海電視台的Instagram帳戶
- 1ch.日本海電視台的X（前Twitter）